# Озёрное (Сумская область)
Озёрное (укр. Озерне) — село (до 2016 года — посёлок),
Терновский поселковый совет,
Недригайловский район,
Сумская область,
Украина.
Код КОАТУУ — 5923555607. Население по переписи 2001 года составляло 57 человек.

## Географическое положение
Село Озёрное находится на левом берегу реки Биж,
выше по течению на расстоянии в 2,5 км расположено село Голуби (Бурынский район),
ниже по течению на расстоянии в 1 км расположено село Шматово.
По селу протекает пересыхающий ручей с запрудой.
Рядом проходит автомобильная дорога Т-2504.